# الشعب (صبر الموادم)

تعديل مصدري - تعديل

الشعب  هي إحدى قرى مديرية صبر الموادم بمحافظة تعز اليمنية، بلغ تعداد سكانها 1636 نسمة حسب التعداد السكاني في اليمن في 2004.